# Пайнленд (Флорида)
Пайнленд (англ. Pineland) — статистически обособленная местность, расположенная в округе Ли (штат Флорида, США) с населением в 444 человека по статистическим данным переписи 2000 года.

## География
По данным Бюро переписи населения США, статистически обособленная местность Пайнленд имеет общую площадь в 2,33 квадратных километров, водных ресурсов в черте населённого пункта не имеется.
Статистически обособленная местность Пайнленд расположена на высоте уровня моря.

## Демография
По данным переписи населения 2000 года, в Пайнлендe проживало 444 человека, 150 семей, насчитывалось 212 домашних хозяйств и 247 жилых домов. Средняя плотность населения составляла около 190,56 человека на один квадратный километр. Расовый состав населённого пункта распределился следующим образом: 98,65 % белых, 0,68 % — представителей смешанных рас, 0,68 % — других народностей. Испаноговорящие составили 1,35 % от всех жителей статистически обособленной местности.
Из 212 домашних хозяйств в 14,6 % воспитывали детей в возрасте до 18 лет, 63,2 % представляли собой совместно проживающие супружеские пары, в 4,2 % семей женщины проживали без мужей, 29,2 % не имели семей. 22,2 % от общего числа семей на момент переписи жили самостоятельно, при этом 11,3 % составили одинокие пожилые люди в возрасте 65 лет и старше. Средний размер домашнего хозяйства составил 2,09 человек, а средний размер семьи — 2,41 человек.
Население статистически обособленной местности по возрастному диапазону по данным переписи 2000 года распределилось следующим образом: 13,1 % — жители младше 18 лет, 3,2 % — между 18 и 24 годами, 14,6 % — от 25 до 44 лет, 32,2 % — от 45 до 64 лет и 36,9 % — в возрасте 65 лет и старше. Средний возраст жителей составил 58 лет. На каждые 100 женщин в Пайнлендe приходилось 93,0 мужчин, при этом на каждые сто женщин 18 лет и старше приходилось 90,1 мужчин также старше 18 лет.
Средний доход на одно домашнее хозяйство статистически обособленной местности составил 56 875 долларов США, а средний доход на одну семью — 59 615 долларов. При этом мужчины имели средний доход в 61 058 долларов США в год против 40 972 доллара среднегодового дохода у женщин. Доход на душу населения статистически обособленной местности составил 56 875 долларов в год. Все семьи имели доход, превышающий уровень бедности, 3,0 % от всей численности населения находилось на момент переписи населения за чертой бедности, при том все жители младше 18 и старше 65 лет имели совокупный доход, превышающий прожиточный минимум.